# Paul do Mar
Paul do Mar ist eine portugiesische Gemeinde (Freguesia) im Kreis Calheta (Madeira). In ihr leben 635 Einwohner (Stand 19. April 2021).

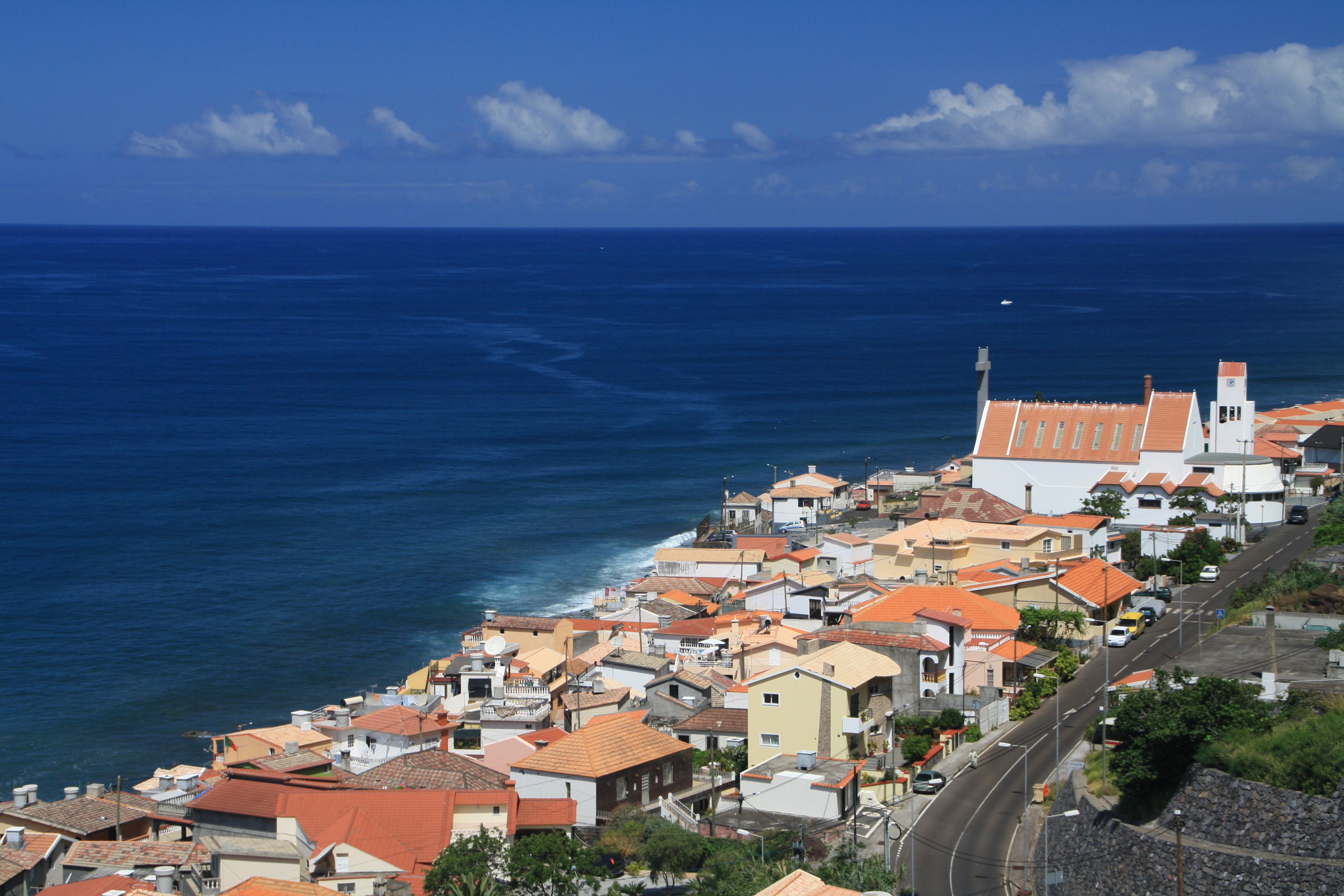
Altes Stadtzentrum mit Kirche
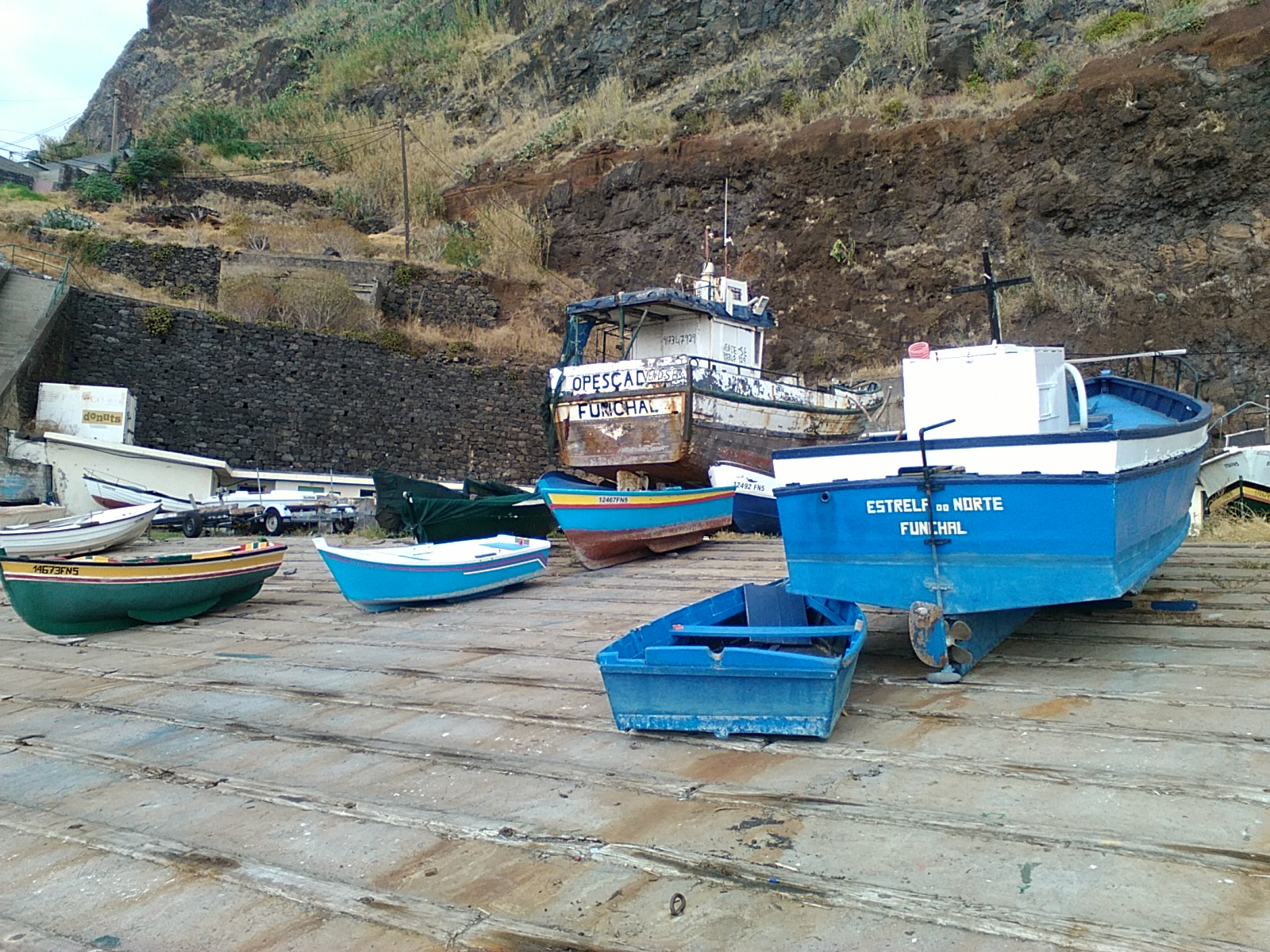
Fischerboote in der Marina
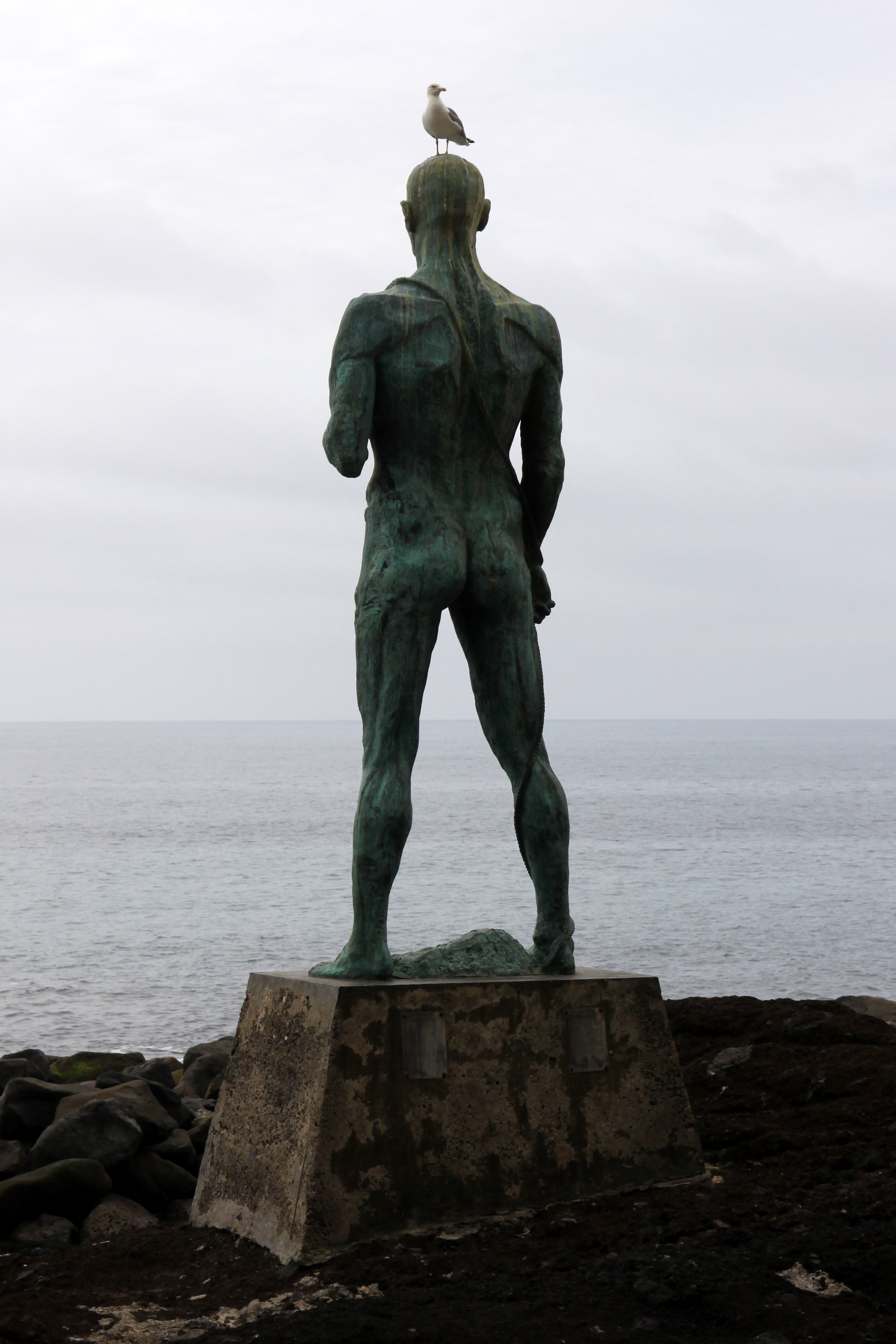
Skulptur Man of the Sea (beim Hafen)
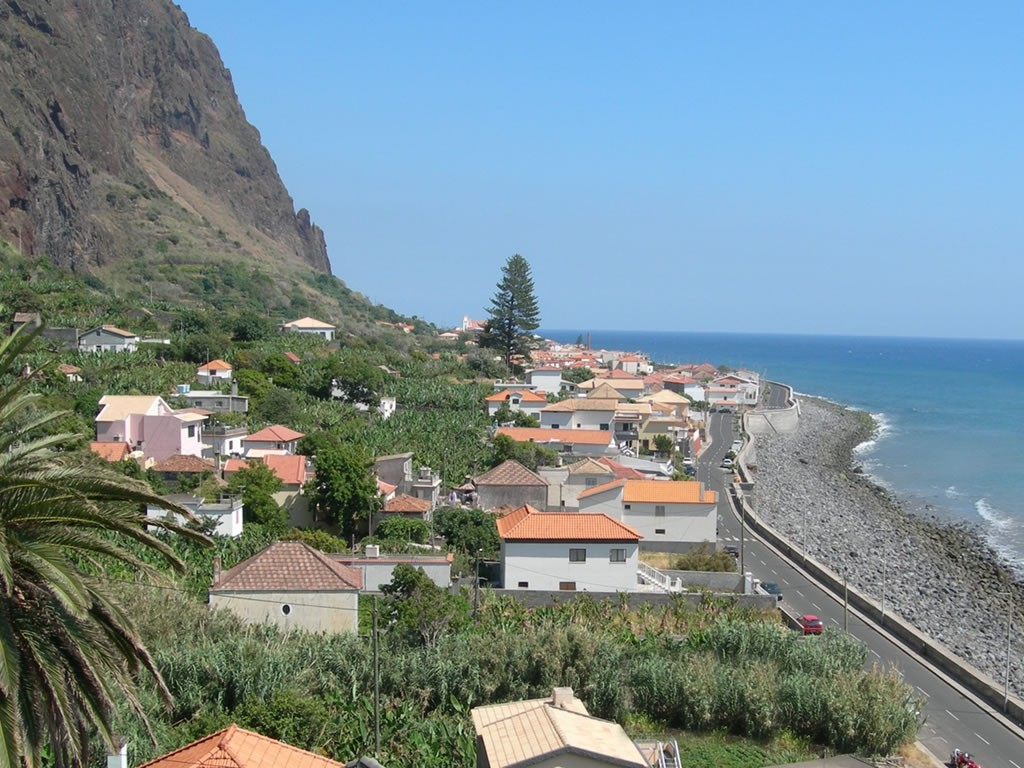
Stadtteil Ribeira das Galinhas von Paul do Mar

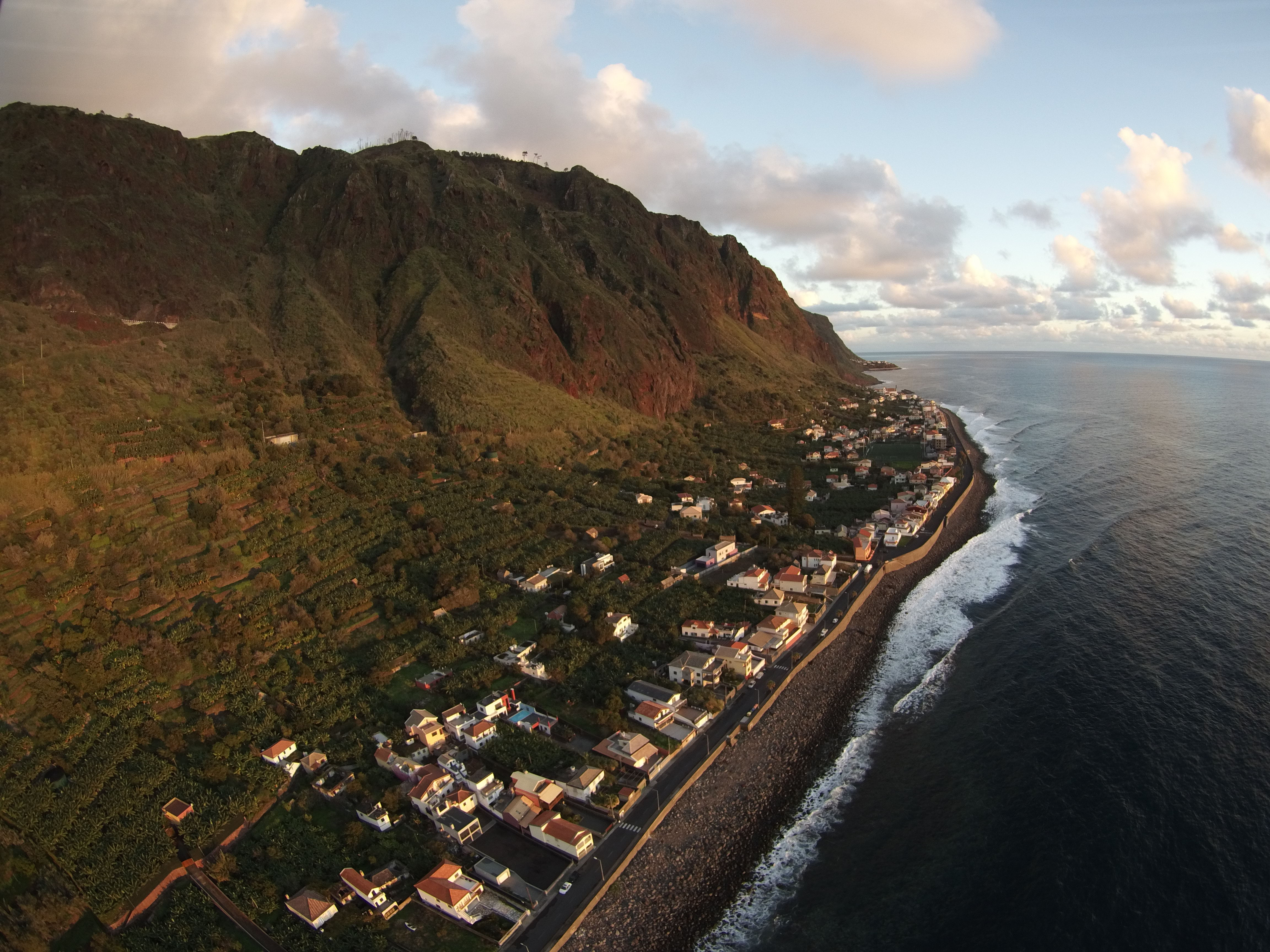
Luftbild der Gemeinde Paul do Mar

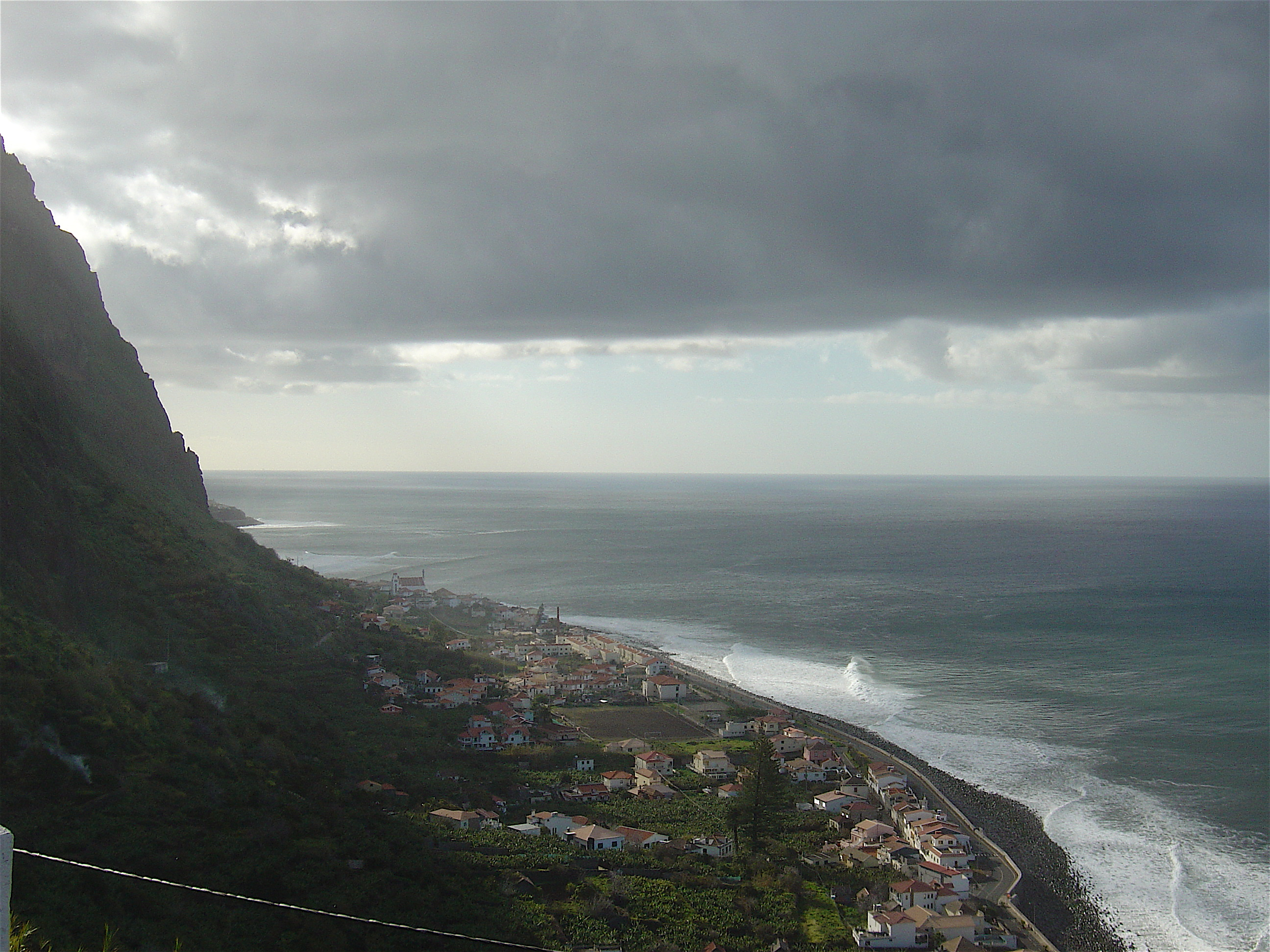
Blick auf das Küstendorf Paul do Mar